# Veliko Gradište
Veliko Gradište (en serbe cyrillique : Велико Градиште) est une ville et une municipalité de Serbie situées dans le district de Braničevo. Au recensement de 2011, la ville comptait 5 868 habitants et la municipalité dont elle est le centre 17 559.

## Géographie

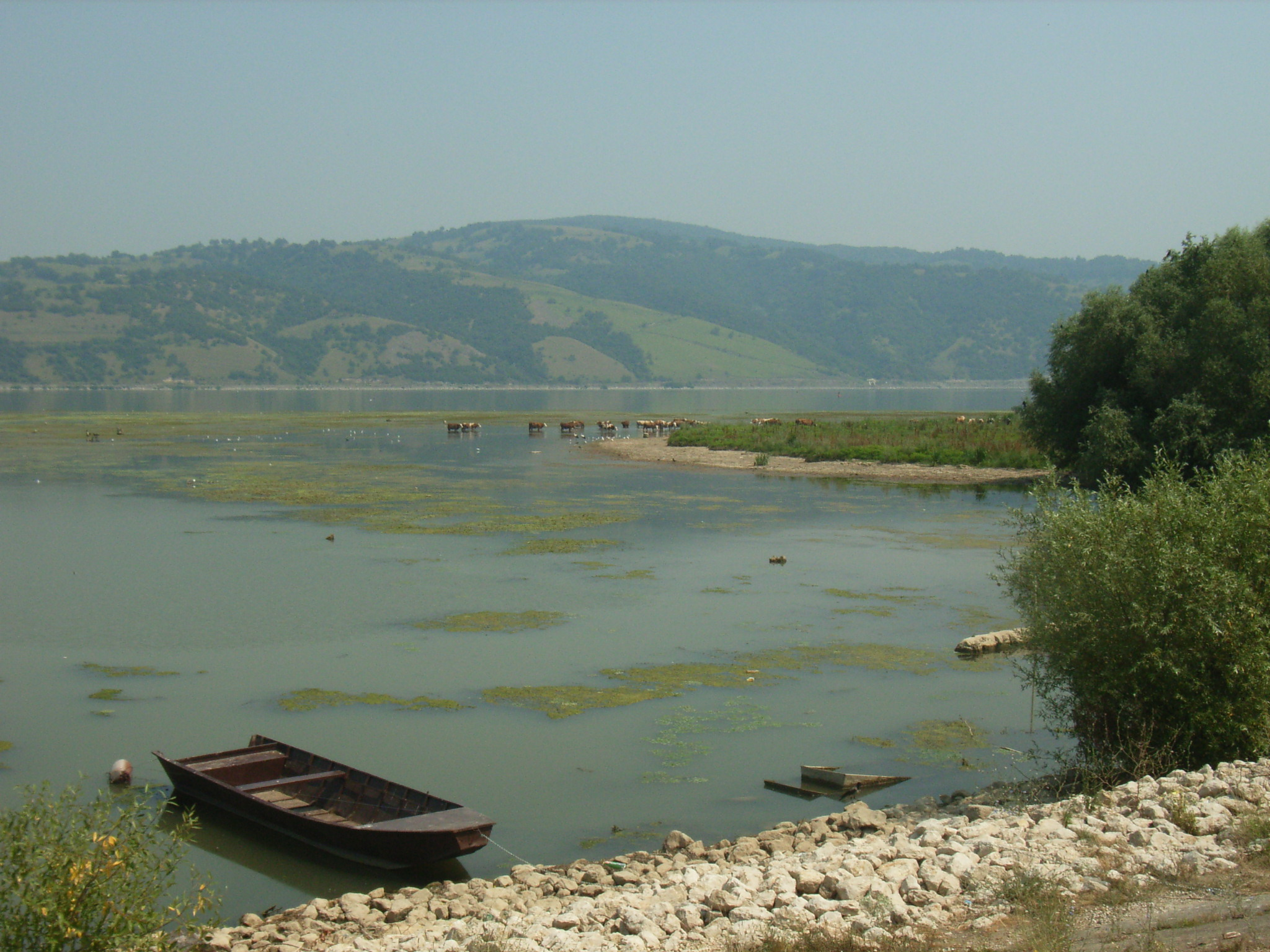
Le Danube près de Zatonje

Veliko Gradište est située à l'est de la Serbie, à 110 km de Belgrade, sur la rive droite du Danube et la rive gauche du Pek. La ville se trouve au pied des Carpates serbes et des monts Homolje, à proximité de la gorge de Đerdap. La ville se situe à une altitude de 81 m d'altitude et son territoire est constitué à 60 %. Le point culminant du secteur est le mont Lipovačka, qui s'élève à 362 m, tandis que l'altitude la plus basse est de 68 m au confluent du Pek et du Danube.
La municipalité de Veliko Gradište est entourée par celles de Požarevac et de Malo Crniće à l'ouest, de Kučevo au sud-est et de Golubac à l'est ; au nord, elle est bordée sur 20 km par le Danube, qui la sépare de la Roumanie voisine.

## Climat
Le climat de Veliko Gradište est de type continental tempéré, avec des étés relativement longs et chauds.
La station météorologique de Veliko Gradište, située à 82 m d'altitude, enregistre des données depuis 1895 (coordonnées 44° 45′ N, 21° 31′ E).
La température maximale jamais enregistrée à la station a été de 43,6 °C le 24 juillet 2007 et la température la plus basse a été de −30,6 °C le 11 février 1929. Le record de précipitations enregistré en une journée a été de 112,8 mm le 15 juin 1969. La couverture neigeuse la plus importante a été de 55 cm le 16 février 1956.
Pour la période de 1961 à 1990, les moyennes de température et de précipitations s'établissaient de la manière suivante :
| Mois                                       | Janv | Fév  | Mars | Avr  | Mai  | Juin | Juil | Août | Sept | Oct  | Nov  | Déc  | Année |
| ------------------------------------------ | ---- | ---- | ---- | ---- | ---- | ---- | ---- | ---- | ---- | ---- | ---- | ---- | ----- |
| Températures maximales moyennes (°C)       | 2,4  | 5,3  | 11,2 | 17,4 | 22,4 | 25,4 | 27,5 | 27,4 | 23,7 | 17,6 | 10,2 | 4,2  | 16,2  |
| Températures moyennes (°C)                 | -0,8 | 1,5  | 6,0  | 11,6 | 16,4 | 19,3 | 20,8 | 20,4 | 16,8 | 11,6 | 6,0  | 1,2  | 10,9  |
| Températures minimales moyennes (°C)       | -3,8 | -1,8 | 1,7  | 6,2  | 10,9 | 13,6 | 14,5 | 14,4 | 11,4 | 6,9  | 2,5  | -1,6 | 6,2   |
| Moyennes mensuelles de précipitations (mm) | 48,8 | 43,2 | 44,0 | 55,9 | 73,6 | 87,6 | 67,7 | 56,7 | 50,3 | 41,2 | 47,3 | 58,5 | 674,8 |

## Histoire

### Antiquité
Dans la première moitié du Ier siècle, les Romains occupèrent la région de l'actuelle Veliko Gradište pour y trouver des minerais. Ils y construisirent un réseau de forteresses reliées par des routes, autour desquelles se développèrent un certain nombre de localités. Au confluent du Danube et du Pek, ils fondèrent la ville de Pinkum (Pincum), dont le nom provenait d'une tribu thrace qui habitait à cet endroit et qui donna aussi son nom au Pek (Pinkus). La localité fit partie de la province de Mésie supérieure (Moesia superior), dont la capitale était la ville de Viminacium (aujourd'hui Kostolac). Pinkum se développa autour d'une forteresse de pierre, dont la Tabula Poetingeriana précise qu'elle est située à 12 milles de Viminacium sur la via militaris qui conduit à Cuppae (Golubac) ; en plus de sa vocation militaire, Pinkum fut en même temps un centre important pour le commerce, l'artisanat et l'exploitation des mines alentour. La ville connut son apogée sous le règne de l'empereur Hadrien, qui la plaça son autorité directe et qui la visita en 117. La fin de l'Antiquité est marquée par l'invasion des Huns et des Avars et, aux VIe et VIIe siècles, par l'arrivée des Slaves.

### Moyen Âge
Au Moyen Âge, les régions du Pek, de Podunavlje, de Stig, ainsi qu'une partie de la région de Pomoravlje firent partie de l'oblast de Braničevo. Ce secteur fut l'enjeu d'une lutte entre le royaume de Hongrie, l'Empire bulgare et l'Empire byzantin.
À la fin du XIIIe siècle, le Braničevo fut contrôlé par deux frères bulgares rebelles, Drman et Kudelin qui avaient comme capitale Ždrelo près de Petrovac. Après 1291, le secteur entra dans les possessions de l'État médiéval Serbe. Après la mort de l'empereur Dušan en 1355, la région fut un moment contrôlée par la famille des Rastisavljević mais le prince Lazar le réunit de nouveau aux territoires contrôlés par l'État serbe et, en 1381, il l'intégra dans une seigneurie monastique qui comptait 146 villages, l'oblast de Braničevo comptant alors 9 villages et celui de Pek 13.
Face à la menace ottomane qui se faisait de plus en pressante, une armée hongroise franchit le Danube en 1432 ; Jean Hunyadi lança encore une grande offensive en 1448 mais ni lui ni le despote serbe Đurađ Branković ne purent empêcher l'avancée ottomane, qui se solda par la prise de Smederevo et la chute du despotat de Serbie en 1459. La région de Veliko Gradište passa alors sous le contrôle de l'Empire ottoman, en même temps que le reste de la Serbie.

## Localités de la municipalité de Veliko Gradište

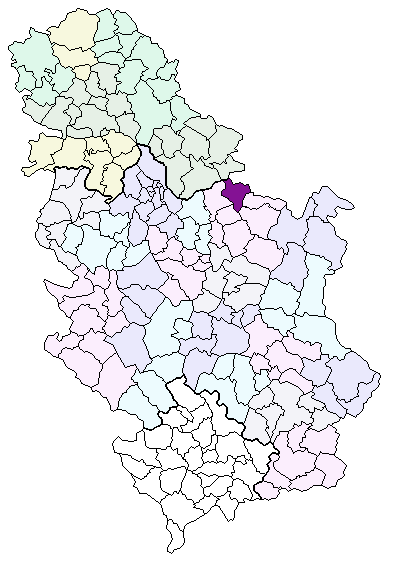
Localisation de la municipalité de Veliko Gradište en Serbie

La municipalité de Veliko Gradište compte 26 localités :
| - Biskuplje - Veliko Gradište - Garevo - Desine - Doljašnica - Đurakovo - Zatonje - Kamijevo - Kisiljevo - Kumane - Kurjače - Kusiće - Ljubinje | - Majilovac - Makce - Ostrovo - Pečanica - Požeženo - Popovac - Ram - Sirakovo - Srednjevo - Topolovnik - Tribrode - Carevac - Češljeva Bara |

Veliko Gradište est officiellement classée parmi les « localités urbaines » (en serbe : градско насеље et gradsko naselje) ; toutes les autres localités sont considérées comme des « villages » (село/selo).

## Démographie

### Ville

#### Évolution historique de la population dans la ville
| 1948  | 1953  | 1961  | 1971  | 1981  | 1991  | 2002  | 2011  |
| ----- | ----- | ----- | ----- | ----- | ----- | ----- | ----- |
| 2 783 | 3 264 | 3 391 | 4 075 | 4 977 | 5 973 | 5 658 | 5 868 |

## Politique

### Élections locales de 2008
À la suite des élections locales serbes de 2008, les 35 sièges de l'assemblée municipale de Veliko Gradište se répartissaient de la manière suivante :
| Parti                                                                         | Sièges |
| ----------------------------------------------------------------------------- | ------ |
| Parti démocratique                                                            | 12     |
| Parti radical serbe                                                           | 7      |
| Parti socialiste de Serbie - Parti des retraités unis de Serbie - Serbie unie | 5      |
| Liste « Pour le village et la ville »                                         | 4      |
| Nouvelle Serbie                                                               | 3      |
| Parti démocratique de Serbie                                                  | 2      |
| G17 Plus                                                                      | 2      |

Živoslav Lazić, qui conduisait la liste Pour une Serbie européenne soutenue par le président Boris Tadić et composée du Parti démocratique et du parti G17 Plus, a été élu président (maire) de la municipalité.

### Élections locales de 2012
À la suite des élections locales serbes de 2012, les 35 sièges de l'assemblée municipale de Veliko Gradište se répartissaient de la manière suivante :
| Parti                                                                         | Sièges |
| ----------------------------------------------------------------------------- | ------ |
| Liste « Pour le village et pour la ville »                                    | 9      |
| Parti socialiste de Serbie - Parti des retraités unis de Serbie - Serbie unie | 8      |
| Un choix pour une vie meilleure (Parti démocratique et alliés)                | 6      |
| Nouvelle Serbie                                                               | 5      |
| Donnons de l'élan à Veliko Gradište                                           | 5      |
| Mouvement serbe du renouveau                                                  | 2      |

Dragan Milić, qui dirigeait la liste « Pour le village et pour la ville », a été élu président de la municipalité de Veliko Gradište.

## Économie
L'économie de Veliko Gradište repose sur l'agriculture, l'industrie agroalimentaire et le tourisme. L'agriculture représente l'activité la plus importante de la municipalité, avec environ 22 000 hectares de terres labourées ; on y produit principalement du maïs, du blé, des cultures industrielles, des fruits et des légumes. On y élève également des vaches, des porcs et des volailles.
Sur le plan industriel, Veliko Gradište est le siège de la société Duvavka, qui produit des huiles alimentaires à partir du tournesol. L'industrie métallurgique est représentée par la société Čelik, qui travaille dans le domaine des constructions en acier.

## Tourisme
La ville est le siège du poste frontière sur le Danube entre la Serbie, la Roumanie et la Bulgarie.

## Personnalité
Veliko Gradište est la ville de Miloje Vasić (1869-1956), un archéologue qui, notamment, a exploré le site préhistorique de Vinča-Belo brdo.